# روزنگارتن (نیدرزاکسن)
روزنگارتن (به آلمانی: Rosengarten) یک منطقهٔ مسکونی در آلمان است که در هاربورگ واقع شده‌است. روزنگارتن ۱۳٬۲۳۹ نفر جمعیت دارد...